# Franciszek Grzegorz Lubomirski
Franciszek Grzegorz Lubomirski (1752-1812), noble polonais de la famille Lubomirski, 

## Biographie
Jerzy Ignacy Lubomirski est le fils de Jerzy Ignacy Lubomirski (1687-1753) et de Joanna von Stein zu Jettingen.
Il est fait chevalier de l'Ordre de Saint-Stanislas. En 1775, il est membre de la loge maçonnique des Trois Aigles blancs

## Mariages et descendance
Jerzy Ignacy Lubomirski épouse Agata Mossakowska (vers 1757-1797). Ils ont pour enfants: 
- Pelagia (1788-1829) épouse de Franciszek Gostyński
- Jerzy Roman (1799-1865)
- Adam Hieronim Karol (1811-1873)
- Adam (1812-1873)
- Franciszek
- Stanisław
- Hieronim
- Teofila

Il épouse ensuite Anna Dobrzyńska (vers 1773-1819)

## Sources
- (pl) Cet article est partiellement ou en totalité issu de l’article de Wikipédia en polonais intitulé « Franciszek Grzegorz Lubomirski » (voir la liste des auteurs).